# SM-liiga 1991/1992
SM-liiga 1991/1992 byla 17. sezonou Finské ligy ledního hokeje. Mistrem se stal tým Jokerit Helsinky.

## Základní část
| Poř. | Tým                 | Z  | V  | R | P  | VG  | IG  | +/- | B  |
| ---- | ------------------- | -- | -- | - | -- | --- | --- | --- | -- |
| 1    | JyP HT Jyväskylä    | 44 | 26 | 8 | 10 | 189 | 129 | +60 | 60 |
| 2    | Jokerit Helsinky    | 44 | 28 | 3 | 13 | 195 | 132 | +63 | 59 |
| 3    | TPS Turku           | 44 | 29 | 1 | 14 | 181 | 153 | +28 | 59 |
| 4    | Lukko Rauma         | 44 | 20 | 9 | 15 | 162 | 121 | +41 | 49 |
| 5    | Ässät Pori          | 44 | 23 | 3 | 18 | 170 | 171 | -1  | 49 |
| 6    | IFK Helsinky        | 44 | 22 | 3 | 19 | 183 | 166 | +17 | 47 |
| 7    | KalPa Kuopio        | 44 | 18 | 9 | 17 | 167 | 182 | -15 | 45 |
| 8    | HPK Hämeenlinna     | 44 | 18 | 4 | 22 | 191 | 183 | +8  | 40 |
| 9    | Ilves Tampere       | 44 | 16 | 3 | 25 | 134 | 155 | -21 | 35 |
| 10   | Tappara Tampere     | 44 | 12 | 6 | 26 | 154 | 187 | -33 | 30 |
| 11   | Hockey-Reipas Lahti | 44 | 12 | 6 | 26 | 142 | 202 | -60 | 30 |
| 12   | JoKP Joensuu        | 44 | 9  | 7 | 28 | 114 | 201 | -87 | 25 |

## Play off

### Čtvrtfinále
- Lukko Rauma – Ässät Pori 0:2 (1:4, 0:4)
- TPS Turku – IFK Helsinky 1:2 (1:3, 5:3, 3:4)

### Semifinále
- Jokerit Helsinky – Ässät Pori 3:2 (6:2, 2:3, 6:0, 2:6, 5:0)
- JyP HT Jyväskylä – IFK Helsinky 3:2 (5:0, 1:4, 5:1, 4:6, 3:2)

### O 3. místo
- Ässät Pori – IFK Helsinky 2:3 (hráno na jeden zápas)

### Finále
- JyP HT Jyväskylä – Jokerit Helsinky 1:4 (2:5, 1:5, 3:2, 3:4, 0:4)

Titul z Československé republiky získali: Otakar Janecký, Mojmír Božík